# Problém tří těles

Pohyb tří gravitačně vázaných těles

Problém tří těles je úloha nebeské mechaniky, jejímž cílem je spočítat, a tak předpovědět pohyb tří těles, která se navzájem gravitačně ovlivňují. Původní problém tří těles se vztahoval k řešení pohybu soustavy Slunce-Země-Měsíc. Poprvé ho již roku 1687 ve svých Principiích rozebíral Isaac Newton.
Obecný problém tří těles je analyticky velmi těžko řešitelný, dlouho se nevědělo, zda vůbec řešitelný je. Teprve roku 1912 finský matematik Karl Frithiof Sundman ukázal, že existuje řešení ve tvaru mocninné řady. Řešení vykazuje známky chaotického, nelineárního chování bez zjevné periody. Sundmanova řada konverguje velmi pomalu, takže je pro reálné výpočty nepoužitelná. Problém se tedy musí řešit některou z numerických metod.
O něco jednodušeji (pro Ljapunovovým časem omezený vývoj) se dají řešit omezené problémy tří těles, například, když jedno těleso má oproti ostatním zanedbatelnou hmotnost (to znamená, že pohyb alespoň jednoho ze dvou ostatních jím není prakticky ovlivňován). Takové zjednodušení lze například použít pro soustavu Slunce-Země-Měsíc. Měsíc prakticky neovlivňuje pohyb Slunce okolo společného těžiště celé soustavy.
Při hledání řešení omezeného problému tří těles objevil v roce 1772 Joseph-Louis Lagrange librační centra. V 80. letech 19. století se studium omezeného problému tří těles Henrim Poincarém stalo základem pro teorii chaosu.